# Крос Роудс (Пенсилванија)
Крос Роудс (енгл. Cross Roads) град је у америчкој савезној држави Пенсилванија.

## Демографија
По попису из 2010. године број становника је 512, што је 6 (-1,2%) становника мање него 2000. године.
| Група             | 2000.       | 2010.       |
| Белци             | 498 (96,1%) | 495 (96,7%) |
| Афроамериканци    | 15 (2,9%)   | 9 (1,8%)    |
| Азијати           | 1 (0,2%)    | 2 (0,4%)    |
| Хиспаноамериканци | 2 (0,4%)    | 4 (0,8%)    |
| Укупно            | 518         | 512         |